# Migliori club del XX secolo per ogni continente secondo l'IFFHS
I Migliori club del XX secolo per ogni continente secondo l'IFFHS (in inglese IFFHS continental Clubs of the Century) sono le più valide squadre di calcio del XX secolo scelte per ogni continente, nel 2009, dalla Federazione Internazionale di Storia e Statistica del Calcio (IFFHS), organo riconosciuto dalla FIFA.
Tra il settembre e l'ottobre 2009 l'IFFHS pubblicò i risultati di uno studio statistico che selezionarono i migliori club del ventesimo secolo in ogni sfera d'influenza confederale secondo le prestazioni fornite nei tornei a livello internazionale. L'organizzazione non considerò le prestazioni dei club nelle diverse competizioni a livello nazionale (eccezion fatta per l'Oceania, data la penuria di edizioni di tornei internazionali organizzate in quel continente durante il XX secolo), né a livello interconfederale e FIFA, e non tenne conto del ranking mondiale per club, pubblicato dalla federazione mondiale per la prima volta nel 1991.

## In Europa (top 10)
Il 10 settembre 2009 l'IFFHS pubblicò la classifica dei migliori club europei (in inglese: Europe's Club of the Century) del XX secolo (1901-2000).
La classifica tenne conto solo dei risultati ottenuti dai club nelle diverse competizioni internazionali a livello continentale dai quarti di finale, i quali tradizionalmente rappresentano l'inizio della fase finale di tutte le competizioni ad eliminazione diretta, e/o la fase immediatamente precedente alle semifinali (ad esempio la fase a gironi prima della finale della UEFA Champions League dal 1992 al 1994). L'IFFHS valutò i risultati dei club nelle due competizioni internazionali più prestigiose organizzate sul territorio europeo prima della fondazione dell'Unione Europea delle Federazioni Calcistiche (UEFA) nel 1954: la Mitropa Cup (Coppa dell'Europa Centrale), dalla sua istituzione nel 1927 alla sua soppressione nel 1940 a causa della seconda guerra mondiale, e la Coppa Latina (1949-1957). Sono stati inoltre tenuti in considerazione i risultati dei club nella Coppa delle Fiere, torneo predecessore della Coppa UEFA.
La federazione usò i seguenti criteri:
| Competizione                                                        | PA vittoria | PA pareggio |
| ------------------------------------------------------------------- | ----------- | ----------- |
| Coppa dei Campioni-Champions League (1955-2000)                     | 8           | 4           |
| Fase a gironi prima della finale della Champions League (1992-1994) | 4           | 2           |
| Coppa UEFA (1971-2000)                                              | 6           | 3           |
| Coppa delle Coppe (1960-1999)                                       | 5           | 2,50        |
| Supercoppa UEFA (1973-2000)                                         | 6,50        | 3,25        |
| Coppa delle Fiere (1955-1971)                                       | 6           | 3           |
| Mitropa Cup (1927-1940)                                             | 4           | 2           |
| Coppa Latina (1949-1957)                                            | 4           | 2           |
| PA: punti assegnati                                                 |             |             |

| Top 10 (periodo 1901-2000) |               |             |           |        |
| Posizione                  | Squadra       | Campionato  | Punteggio | Fascia |
| 1                          | Real Madrid   | Spagna      | 563,50    | 4      |
| 2                          | Juventus      | Italia      | 466,00    | 4      |
| 3                          | Barcellona    | Spagna      | 458,00    | 4      |
| 4                          | Milan         | Italia      | 399,75    | 4      |
| 5                          | Bayern Monaco | Germania    | 399,00    | 4      |
| 6                          | Inter         | Italia      | 362,00    | 4      |
| 7                          | Ajax          | Paesi Bassi | 332,75    | 3      |
| 8                          | Liverpool     | Inghilterra | 300,25    | 4      |
| 9                          | Benfica       | Portogallo  | 299,00    | 3      |
| 10                         | Anderlecht    | Belgio      | 231,00    | 3      |

(EN) Classifica completa (top 200). URL consultato il 1º dicembre 2016 (archiviato dall'url originale il 24 maggio 2012).

## In Sudamerica (top 10)
Il 17 settembre 2009 l'IFFHS pubblicò la classifica dei migliori club sudamericani (in inglese: South America's Club of the Century) del XX secolo (1901-2000).
La classifica tenne conto solo dei risultati ottenuti dai club nelle diverse competizioni internazionali a livello continentale dai quarti di finale, che tradizionalmente rappresentano l'inizio della fase finale di tutte le competizioni ad eliminazione diretta, e/o la fase immediatamente precedente alle semifinali (ad esempio il primo turno/seconda fase di qualificazione della Coppa Libertadores dal 1962 al 1970), eccezione fatta per la Coppa Merconorte (dalle semifinali). Inoltre l'IFFHS non tenne conto di alcun risultato maturato dopo i tiri di rigore.
La federazione usò i seguenti criteri:
| Competizione                                                                     | PA vittoria | PA pareggio |
| -------------------------------------------------------------------------------- | ----------- | ----------- |
| Coppa Libertadores (1960-2000)                                                   | 8           | 4           |
| Primo turno / seconda fase di qualificazione della Copa Libertadores (1962-1970) | 4           | 2           |
| Recopa Sudamericana (1988-1997)                                                  | 6           | 4           |
| Coppa Mercosur (1998-2000)                                                       | 5           | 2,50        |
| Coppa Merconorte (1998-2000)                                                     | 5           | 2,50        |
| Coppa CONMEBOL (1992-1999)                                                       | 4           | 2           |
| Coppa Master della Coppa CONMEBOL (1996)                                         | 4           | 2           |
| Supercoppa Sudamericana (1988-1997)                                              | 6           | 4           |
| Coppa Master della Supercopa Sudamericana (1992-1995)                            | 4           | 2           |
| Copa de Oro Nicolás Leoz (1993-1995)                                             | 4           | 2           |
| Coppa dei Campioni del Sudamerica (1948)                                         | 6,50        | 3,25        |
| Recopa Sudamericana de Clubes (1970-1971)                                        | 4           | 2           |
| Supercoppa dei Campioni Intercontinentali (1968-1969)                            | 4           | 2           |
| Copa del Atlántico de Clubes (1956)                                              | 4           | 2           |
| Copa Dr. Ricardo Aldao (1916-1947)                                               | 4           | 2           |
| PA: punti assegnati                                                              |             |             |

| Top 10 (periodo 1901-2000) |                 |            |           |        |
| Posizione                  | Squadra         | Campionato | Punteggio | Fascia |
| 1                          | Peñarol         | Uruguay    | 531,00    | 3      |
| 2                          | Independiente   | Argentina  | 426,50    | 4      |
| 3                          | Nacional        | Uruguay    | 414,00    | 3      |
| 4                          | River Plate     | Argentina  | 404,25    | 4      |
| 5                          | Olimpia         | Paraguay   | 337,00    | 3      |
| 6                          | Boca Juniors    | Argentina  | 312,00    | 4      |
| 7                          | Cruzeiro        | Brasile    | 295,50    | 4      |
| 8                          | San Paolo       | Brasile    | 242,00    | 4      |
| 9                          | América de Cali | Colombia   | 220,00    | 3      |
| 10                         | Palmeiras       | Brasile    | 213,00    | 4      |

(EN) Classifica completa (top 95), su iffhs.de.

## In Africa (top 10)
A differenza dell'Europa e del Sudamerica, l'Africa era in gran parte costituita da colonie durante la prima metà del XX secolo (e oltre), per cui lo sviluppo dello sport in Africa iniziò a decollare dopo che gli stati raggiunsero l'indipendenza. Di conseguenza, prima del 1964 non esistevano competizioni internazionali per club che coinvolgessero i vari stati sovrani africani. Lo sviluppo del calcio africano, che accumulò un consistente ritardo da recuperare dal 1970 in poi, fu significativo negli ultimi decenni del XX secolo. Questo aumento si tradusse nell'introduzione di altre competizioni continentali per club.

Ulteriori differenze con l'Europa e il Sud America sono date dalla situazione economica africana e dalle distanze enormi per le trasferte dei turni di qualificazione delle competizioni gestite dalla CAF. I sorteggi vengono, pertanto, effettuati su base geografica, a differenza di quanto avviene in Europa o Sudamerica.
Il 23 settembre 2009 l'IFFHS pubblicò la classifica dei migliori club africani (in inglese: Africa's Club of the Century) del XX secolo (1901-2000).
La classifica tenne conto solo dei risultati ottenuti dai club nelle diverse competizioni internazionali a livello continentale dai quarti di finale, i quali tradizionalmente rappresentano l'inizio della fase finale di tutte le competizioni ad eliminazione diretta. Per le gare decise dai tiri di rigore, ogni squadra ricevette la metà di punti rispetto a un incontro terminato dopo i tempi regolamentari. L'IFFHS tenne, invece, in considerazione tutti i risultati conseguiti dai club nella fase a gironi immediatamente precedente alle semifinali della CAF Champions League, manifestazione introdotta dalla Confederazione calcistica africana (CAF) nel 1997 in luogo della Coppa dei Campioni d'Africa.
L'istituto statistico, che non valutò i risultati nelle competizioni regionali organizzate da associazioni affiliate alla CAF, utilizzò i seguenti criteri:
| Competizione                                                 | PA vittoria | PA pareggio |
| ------------------------------------------------------------ | ----------- | ----------- |
| Coppa dei Campioni d'Africa-CAF Champions League (1964-2000) | 4           | 2           |
| Coppa delle Coppe d'Africa (1975-2000)                       | 3           | 1,50        |
| Coppa CAF (1992-2000)                                        | 2           | 1           |
| Supercoppa CAF (1992-2000)                                   | 3,50        | 1,75        |
| PA: punti assegnati                                          |             |             |

| Top 10 (periodo 1901-2000) |                        |                |           |        |
| Posizione                  | Squadra                | Campionato     | Punteggio | Fascia |
| 1                          | Asante Kotoko          | Ghana          | 149,00    | 2      |
| 2                          | Al-Ahly                | Egitto         | 131,50    | 2      |
| 3                          | Zamalek                | Egitto         | 126,75    | 2      |
| 4                          | Canon Yaoundé          | Camerun        | 125,50    | 2      |
| 5                          | ASEC Mimosas           | Costa d'Avorio | 111,50    | 2      |
| 6                          | Hearts of Oak          | Ghana          | 104,00    | 2      |
| 7                          | Espérance Tunisi       | Tunisia        | 98,00     | 2      |
| 8                          | Hafia                  | Guinea         | 96,00     | 2      |
| 9                          | Africa Sports National | Costa d'Avorio | 88,25     | 2      |
| 10                         | Englebert              | Congo          | 77,50     | 1      |

(EN) Classifica completa (top 130), su iffhs.de.

## In Asia (top 10)
A differenza di Europa e Sudamerica, l'Asia, similmente all'Africa, era in parte costituita da colonie durante la prima metà del XX secolo (e oltre), per cui lo sviluppo dello sport nel continente asiatico iniziò a decollare solo dopo che gli stati ottennero l'indipendenza. Di conseguenza, prima del 1967 non v'erano competizioni internazionali per club (secondo regole codificate) che coinvolgessero i vari stati sovrani. Lo sviluppo del calcio asiatico, dato il ritardo accumulato nei primi 75 anni del secolo, conobbe un impulso decisivo negli ultimi due decenni del XX secolo (e a un ritmo accelerato dopo l'inizio del millennio). Questo aumento si tradusse nella nascita di ulteriori competizioni continentali per club (tra cui la Coppa delle Coppe dell'AFC e la Supercoppa d'Asia).

A differenza di quanto avvenne in Europa e Sudamerica e similmente a quanto accaduto in Africa, la situazione economica in Asia e le distanze enormi da coprire per le trasferte nei match internazionali rappresentarono ostacoli difficili da superare. Per questi motivi il Campionato d'Asia per club non si svolse tra il 1972 al 1985. Alcuni paesi, inoltre, manifestarono disapprovazione per la partecipazione dei club israeliani alle competizioni internazionali dell'Asia, rifiutandosi spesso di disputare le partite contro tali club. L'AFC decise di risolvere questi problemi organizzando il Campionato d'Asia per club in una sola città dal 1967 al 1971 e dal 1986 al 1994. Dal 1995 le competizioni asiatiche per club (Campionato d'Asia per club e Coppa delle Coppe d'Asia) furono disputate in fasi diverse, adottando criteri di appartenenza a zone geografiche ben definite (est e ovest) per dividere le squadre e determinare in ogni zona le semifinaliste che poi avrebbero avuto accesso alla fase conclusiva dei tornei continentali.
Il 29 settembre 2009 l'IFFHS diramò la classifica dei migliori club asiatici (in inglese: Asia's Club of the Century) del XX secolo (1901-2000).
La classifica tenne conto solo dei risultati ottenuti dai club nelle diverse competizioni internazionali a livello continentale dai quarti di finale, i quali tradizionalmente rappresentano l'inizio della fase finale di tutte le competizioni ad eliminazione diretta, eccezion fatta per i risultati nel Campionato d'Asia per club, competizione gestita dalla Confederazione calcistica dell'Asia (AFC) e disputata in un unico paese dal 1967 al 1971; in quest'ultimo casi si valutarono le semifinali, la finale e la gara per l'assegnazione del terzo posto. Nelle gare decise dai tiri di rigore, ogni squadra ricevette la metà di punti rispetto a un incontro terminato dopo i tempi regolamentari. Furono, invece, valutati i risultati ottenuti dai club nella fase a gironi immediatamente precedente alle semifinali del Campionato d'Asia per club dal 1986 al 1994 e nella fase a gironi immediatamente precedente alle semifinali della citata competizione, la quale fu giocata sia nella regione orientale sia nella regione occidentale del continente, dal 1995 al 2000.
L'istituto statistico, che non tenne conto dei risultati ottenuti nelle competizioni regionali organizzate da associazioni affiliate all'AFC, adottò i seguenti criteri:
| Competizione                                       | PA vittoria | PA pareggio |
| -------------------------------------------------- | ----------- | ----------- |
| Campionato d'Asia per club (1967-1971 e 1986-2000) | 4           | 2           |
| Coppa delle Coppe dell'AFC (1991-2000)             | 3           | 1,50        |
| Supercoppa d'Asia (1995-2000)                      | 3,50        | 1,75        |
| PA: punti assegnati                                |             |             |

| Top 10 (periodo 1901-2000) |                       |                |           |        |
| Posizione                  | Squadra               | Campionato     | Punteggio | Fascia |
| 1                          | Al-Hilal              | Arabia Saudita | 93,50     | 2      |
| 2                          | Yokohama Marinos      | Giappone       | 66,25     | 2      |
| 3                          | Esteghlal             | Iran           | 56,00     | 2      |
| 4                          | Persepolis            | Iran           | 55,00     | 2      |
| 5                          | Seongnam Ilhwa Chunma | Corea del Sud  | 51,00     | 2      |
| 6                          | Al-Nassr              | Arabia Saudita | 47,50     | 2      |
| 7                          | Pohang Steelers       | Corea del Sud  | 45,25     | 2      |
| 8                          | Tokyo Verdy           | Giappone       | 42,00     | 2      |
| 9                          | Liaoning Hongyun      | Cina           | 38,00     | 2      |
| 10                         | Thai Farmers Bank     | Thailandia     | 33,75     | 2      |

(EN) Classifica completa (top 70), su iffhs.de.

## In Nordamerica e Centroamerica (top 10)
Similmente all'Africa, parte della zona dell'America settentrionale e centrale era ancora costituita da colonie durante la prima metà del XX secolo. Inoltre, per tutto il secolo, negli Stati Uniti d'America i campionati furono disputati e sospesi in modo irregolare, mentre i club si costituirono come società professionistiche, ma, mancando di una reale consistenza, furono ripetutamente sciolti. Per questi motivi manca una concreta continuità di risultati e tradizioni calcistiche negli Stati Uniti e negli altri paesi dell'America settentrionale e centrale. L'aumento di popolarità del calcio ebbe come segno tangibile l'introduzione di ulteriori competizioni continentali per club negli ultimi decenni del XX secolo. Come nel caso dell'Africa, a causa della situazione economica e delle grandi distanze da percorrere in trasferta a partire dai turni di qualificazione di una competizione, i sorteggi furono effettuati su base geografica. Inizialmente la giurisdizione fu divisa in tre zone: Nord America, Centro America e Caraibi.
L'8 ottobre 2009 l'IFFHS ha pubblicato la classifica dei migliori club nordamericani e centroamericani (in inglese: Central and North America's Club of the Century) del XX secolo (1901-2000).
La classifica tenne conto solo dei risultati ottenuti dai club di paesi membri della Confederazione calcistica dell'America centrale, settentrionale e Caraibi (CONCACAF) nelle diverse competizioni internazionali a livello continentale, a partire dai quarti di finale, i quali tradizionalmente rappresentano l'inizio della fase finale di tutte le competizioni ad eliminazione diretta (eccezion fatta per i risultati ottenuti nella CONCACAF Champions Cup, competizione gestita dalla CONCACAF, dal 1962 al 1963 e dal 1967 al 1986, periodi nei quali furono valutati i risultati ottenuti dall'ultima fase di qualificazione prima dalle semifinali, mentre dal 1987 al 2000 vennero valutati i risultati conseguiti dalle semifinali sia nella regione settentrionale sia nella regione centrale del continente e solo la finale nel caso della regione dei Caraibi. Nelle gare decise dai tiri di rigore, ogni squadra ricevette la metà di punti rispetto a un incontro terminati nei tempi regolamentari.
Non furono valutati i risultati nelle competizioni regionali organizzate da associazioni regionali affiliate alla CONCACAF, tranne quelli ottenuti, dai quarti di finale, nell'ambito della Copa Fraternidad Centroamericana, competizione disputata in America centrale e organizzata dall'Unione Calcistica Centroamericana (UNCAF). Furono conteggiati i risultati ottenuti dai club in tale manifestazione nel periodo 1980-1984, partendo dal secondo turno eliminatorio.
La federazione usò i seguenti criteri:
| Competizione | PA vittoria | PA pareggio |
| --- | ----------- | ----------- |
| CONCACAF Champions' Cup (1962-1963 & 1967-2000)                                                                                  | 6           | 3           |
| CONCACAF Cup Winners' Cup (1994-1998)                                                                                            | 4           | 2           |
| Copa Fraternidad Centroamericana-Torneo Grandes de Centroamérica-Copa Interclubes de la UNCAF (1970-1984; 1996-1998 & 1999-2000) | 2           | 1           |
| Copa Fraternidad Centroamericana-Torneo Grandes de Centroamérica-Copa Interclubes de la UNCAF (campionato a girone unico)        | 1           | 0,50        |
| Copa Fraternidad Centroamericana (campionato a due gironi disputato nella stagione 1971-72 e nel 1979)                           | 0,50        | 0,25        |
| PA: punti assegnati |             |             |

| Top 10 (periodo 1901-2000) |                |             |           |        |
| Posizione                  | Squadra        | Campionato  | Punteggio | Fascia |
| 1                          | Saprissa       | Costa Rica  | 187,00    | 2      |
| 2                          | Olimpia        | Honduras    | 129,25    | 2      |
| 3                          | Comunicaciones | Guatemala   | 129,25    | 2      |
| 4                          | Municipal      | Guatemala   | 123,75    | 2      |
| 5                          | Transvaal      | Suriname    | 108,00    | 1      |
| 6                          | Alajuelense    | Costa Rica  | 98,75     | 2      |
| 7                          | Necaxa         | Messico     | 91,00     | 3      |
| 8                          | Cruz Azul      | Messico     | 87,00     | 3      |
| 9                          | Alianza        | El Salvador | 83,00     | 2      |
| 10                         | América        | Messico     | 81,00     | 3      |

(EN) Classifica completa (top 70), su iffhs.de.

## In Oceania (top 10)
Non è possibile determinare la squadra del secolo dell'Oceania secondo i criteri adottati per gli altri cinque continenti, perché competizioni internazionali furono disputate in Oceania solo nel 1987 e nel 1999 e 2000, per un totale di sole cinque competizioni gestite dalla Confederazione calcistica dell'Oceania (OFC). Vi è, inoltre, la necessità di tenere conto dei risultati maturati nel XX secolo, durante il quale era netta la differenza in termini di prestazioni tra i principali club australiani e quelli neozelandesi. Inoltre era palese anche la differenza di rendimento tra i club neozelandesi e quelli provenienti dalle lontane isole del Pacifico (tra cui la Nuova Caledonia), che erano ancora colonie durante la prima metà del XX secolo (e oltre).
Il 13 ottobre 2009 l'IFFHS diffuse la classifica dei migliori club oceaniani (in inglese: Oceania's Club of the Century) del XX secolo (1901-2000).
La classifica tenne conto dei risultati ottenuti dai club di paesi membri della Confederazione calcistica dell'Oceania (OFC) nelle diverse competizioni internazionali a livello continentale dai quarti di finale, i quali tradizionalmente rappresentano l'inizio della fase finale di tutte le competizioni ad eliminazione diretta, dal 1901 al 2000. In tutte le gare conclusesi ai tiri di rigore, sia in ambito statale sia in ambito nazionale ed internazionale, ogni squadra ricevette la metà di punti rispetto a un incontro terminato dopo i tempi regolamentari. Date le poche edizioni disputate nell'ambito delle competizioni internazionali gestite dall'OFC (tre in totale dal 1987 al 2000), l'IFFHS ha preso in considerazione le posizioni finali dei club in ogni edizione del campionato nazionale di prima divisione e la principale coppa della nazione nei casi di Australia (membro dell'OFC fino al 31 dicembre 2005) e di Nuova Zelanda, i due paesi di maggiore prestigio calcistico del continente nel corso del XX secolo.
Furono considerati i piazzamenti finali raggiunti dai club nei principali tornei regionali organizzati dalle federazioni affiliate alla Federazione calcistica australiana (FFA) (fino al terzo posto generale secondo il formato di ogni competizione) dal 1920 fino alla creazione del campionato nazionale nel 1977.
Si tenne conto dei piazzamenti finali raggiunti dai club nei campionati del Nuovo Galles del Sud - lo stato egemonico del calcio australiano prima dell'istituzione del campionato nazionale - disputati a Sydney e Newcastle (primo e secondo posto nella classifica generale). L'IFFHS conteggiò anche i vincitori del Metropolitan Sydney Championship (Campionato metropolitano di Sydney, fondato nel 1920), il torneo giocato nella regione fino all'istituzione del campionato statale o New South Wales Championship (Campionato del Nuovo Gales del Sud) nel 1928, e i vincotori del Sydney Federation Championship (Campionato della Federazione di Sydney), disputato dall'istituzione della New South Wales Federation of Soccer Clubs (Federazione dei Club di Calcio del Nuovo Galles del Sud) nel 1957, dopo la soppressione della lega statale (in inglese: New South Wales State League) nel medesimo anno, fino all'istituzione della National Soccer League (Lega calcistica nazionale) nel 1977.
La federazione usò i seguenti criteri:
Competizioni internazionali:
| Competition                                 | PA vittoria | PA pareggio |
| ------------------------------------------- | ----------- | ----------- |
| Campionato oceaniano per club (1987 & 1999) | 6           | 3           |
| Coppa delle Coppe d'Oceania (1987)          | 4           | 2           |
| PA: punti assegnati                         |             |             |

Competizioni nazionali:
| Competizione                                          | PA campione | PA vicecampione/finalista | PA terzo posto |
| ----------------------------------------------------- | ----------- | ------------------------- | -------------- |
| Campionato australiano (1977-2000)                    | 6           | 4                         | 2              |
| Campionato australiano (sistema dei gruppi paralleli) | 3           | 2                         | 1              |
| Coppa nazionale dell'Australia (1977-1997)            | 3           | 1,50                      | -              |
| Campionato neozelandese (1970-2000)                   | 3           | 1                         | -              |
| Coppa nazionale della Nuova Zelanda (1923-2000)       | 1           | 0,50                      | -              |
| PA: punti assegnati                                   |             |                           |                |

Competizioni regionali disputate in Australia:
| Competition                                       | PA campione | PA vicecampione/finalista |
| ------------------------------------------------- | ----------- | ------------------------- |
| Campionato del Nuovo Galles del Sud (1928-1956)   | 2           | 1                         |
| Campionato di Victoria (1920-1976)                | 1           | -                         |
| Campionato di Queensland (1920-1976)              | 1           | -                         |
| Campionato dell'Australia Meridionale (1920-1976) | 1           | -                         |
| Campionato dell'Australia Orientale (1946-1976)   | 1           | -                         |
| Campionato di Tasmania (1920-1976)                | 0,50        | -                         |
| PA: punti assegnati                               |             |                           |

Competizioni disputate allo stato australiano del Nuovo Galles del Sud:
| Competition                                    | PA campione | PA vicecampione/finalista |
| ---------------------------------------------- | ----------- | ------------------------- |
| Campionato di Newcastle & District (1920-1976) | 1           | -                         |
| Metropolitan Sydney Championship (1920-1928)   | 1,50        | -                         |
| Sydney Federation Championship (1957-1976)     | 1,50        | -                         |
| PA: punti assegnati                            |             |                           |

| Top 10 (periodo 1901-2000) |                             |               |           |        |
| Posizione                  | Squadra                     | Campionato    | Punteggio | Fascia |
| 1                          | South Melbourne             | Australia     | 106,50    | 3      |
| 2                          | Sydney City                 | Australia     | 53,00     | 3      |
| 3                          | Marconi Stallions           | Australia     | 48,25     | 3      |
| 4                          | Wollongong Wolves           | Australia     | 46,00     | 3      |
| 5                          | University-Mount Wellington | Nuova Zelanda | 41,25     | 2      |
| 6                          | Melbourne Knights           | Australia     | 39,50     | 3      |
| 7                          | Adelaide City               | Australia     | 36,50     | 3      |
| 8                          | Napier City Rovers          | Nuova Zelanda | 34,00     | 2      |
| 9                          | Tafea                       | Vanuatu       | 33,00     | 1      |
| 10                         | Sydney United               | Australia     | 29,50     | 3      |

(EN) Classifica completa (top 110), su iffhs.de.

## Riepilogo
Dopo la pubblicazione di tale studio statistico, gli spagnoli del Real Madrid, gli uruguaiani del Peñarol, i ghanesi dell'Asante Kotoko, gli arabi dell'Al-Hilal, i costaricani del Saprissa e gli australiani del South Melbourne furono nominati - tra il 10 settembre e il 13 ottobre 2009 - dalla Federazione Internazionale di Storia e Statistica del Calcio i "migliori club del XX secolo" di ogni continente. I club furono premiati con un trofeo d'oro e un certificato durante il cosiddetto World Football Gala, tenutosi a Fulham, quartiere di Londra, l'11 maggio 2010.